# Christine se marie
Pour plus de détails, voir Fiche technique et Distribution.
Christine se marie est un film français réalisé par René Le Hénaff, sorti en 1946.

## Fiche technique
- Titre : Christine se marie
- Réalisateur : René Le Hénaff
- Scénario : Alex Joffé, Jean Sacha et Eddy Ghilain
- Dialogues : Jean Lévitte[1]
- Photographie : Jean Bourgoin
- Décors : Jacques Colombier
- Son : Roger Rampillon
- Musique : Jean Solar
- Montage : Fabienne Tzanck
- Pays d'origine :  France
- Sociétés de production : Francinex - Les Productions FV
- Durée :  88 minutes
- Date de sortie : France, 30 janvier 1946

## Distribution
- Monique Rolland : Christine
- Jean Murat : Serge, le docteur
- Andrée Guize : L'infirmière
- Alexandre Rignault : Armand, l'éleveur de renards
- Huguette Duflos : l'assistante
- Henri Guisol : Olivier, le journaliste
- Saturnin Fabre : Sébastien, le musicien
- Georgette Tissier : la dactylo
- Madeleine Suffel : la femme de chambre
- Paul Demange
- Paul Ollivier
- Roger Vincent
- Jean Morel
- Pierre Duncan
- Erno Crisa
- René Morel
- Marie-Laurence
- Pierre Méral
- Gilberte Bonhomme